# Isocapnia vedderensis
Isocapnia vedderensis är en bäcksländeart som först beskrevs av William Edwin Ricker 1943.  Isocapnia vedderensis ingår i släktet Isocapnia och familjen småbäcksländor. Inga underarter finns listade i Catalogue of Life.